# Jamaica op de Olympische Zomerspelen 1996
Jamaica nam deel aan de Olympische Zomerspelen 1996 in Atlanta, Verenigde Staten. Het land won zes medailles, waaronder één gouden voor hordeloopster Deon Hemmings.

## Medailleoverzicht
| Sport    | Olympiër                                                                                         | Onderdeel       | Medaille |
| -------- | ------------------------------------------------------------------------------------------------ | --------------- | -------- |
| Atletiek | Deon Hemmings                                                                                    | 400m horden (v) | Goud     |
| Atletiek | James Beckford                                                                                   | verspringen (m) | Zilver   |
| Atletiek | Merlene Ottey-Page                                                                               | 100m (v)        | Zilver   |
| Atletiek | Merlene Ottey-Page                                                                               | 200m (v)        | Zilver   |
| Atletiek | Michael McDonald Davian Clarke Greg Haughton Roxbert Martin Dennis Blake Garth Robinson          | 4x400m (m)      | Brons    |
| Atletiek | Merlene Ottey-Page Juliet Cuthbert Michelle Freeman Nikole Mitchell Gillian Russell Andria Lloyd | 4x100m (v)      | Brons    |

## Deelnemers en resultaten

### Atletiek
| Olympiër                                                                                         | Onderdeel              | Resultaat | Prestatie                                                                                              |
| ------------------------------------------------------------------------------------------------ | ---------------------- | --------- | --- |
| Leon Gordon                                                                                      | 100m (m)               | 49e       | serie 2: 4de in 10,48                                                                                  |
| Michael Green                                                                                    | 100m (m)               | 7e        | serie 4: 1ste in 10,16 kwartfinale 4: 2de in 10,11 halve finale 1: 4de in 10,11 finale: 7de in 10,16   |
| Ray Stewart                                                                                      | 100m (m)               | 17e       | serie 3: 5de in 10,38 kwartfinale 3: 4de in 10,18                                                      |
| Elston Cawley                                                                                    | 200m (m)               | 27e       | serie 2: 3de in 20,73 kwartfinale 4: 7de in 20,75                                                      |
| Percy Spencer                                                                                    | 200m (m)               | 17e       | serie 4: 3de in 20,73 kwartfinale 1: 5de in 20,59                                                      |
| Davian Clarke                                                                                    | 400m (m)               | 7e        | serie 2: 1ste in 45,54 kwartfinale 1: 2de in 44,98 halve finale 1: 2de in 44,87 finale: 7de in 44,99   |
| Roxbert Martin                                                                                   | 400m (m)               | 6e        | serie 8: 4de in 46,01 kwartfinale 3: 2de in 44,74 halve finale 2: 2de in 44,81 finale: 6de in 44,83    |
| Michael McDonald                                                                                 | 400m (m)               | 12e       | serie 7: 3de in 45,50 kwartfinale 4: 3de in 45,26 halve finale 2: 7de in 45,48                         |
| Dinsdale Morgan                                                                                  | 800m (m)               | 30e       | serie 7: 4de in 1.47,40                                                                                |
| Clive Terrelonge                                                                                 | 800m (m)               | 38e       | serie 5: 6de in 1.48,29                                                                                |
| Robert Foster                                                                                    | 110m horden (m)        | 10e       | serie 8: 3de in 13,58 kwartfinale 1: 2de in 13,51 halve finale 2: 6de in 13,49                         |
| Neil Gardner                                                                                     | 400m horden (m)        | 9e        | serie 7: 4de in 48,30 halve finale 2: 5de in 48,30                                                     |
| Winthrop Graham                                                                                  | 400m horden (m)        | DNF       | serie 5: niet gefinisht                                                                                |
| Dinsdale Morgan                                                                                  | 400m horden (m)        | 21e       | serie 1: 4de in 49,16                                                                                  |
| Leon Gordon Michael Green Percival Spencer Raymond Stewart                                       | 4x100m (m)             | DSQ       | gediskwalificeerd                                                                                      |
| Michael McDonald Davian Clarke Greg Haughton Roxbert Martin Dennis Blake Garth Robinson          | 4x400m (m)             | Brons     | 2.59,42                                                                                                |
| Nils Antonio                                                                                     | marathon (m)           | 10e       | 2:44.10                                                                                                |
| James Beckford                                                                                   | verspringen (m)        | Zilver    | kwalificatie: 10de met 8,02m finale: 2de met 8,29m                                                     |
|                                                                                                  |                        |           | |
| Juliet Cuthbert                                                                                  | 100m (v)               | 9e        | serie 4: 1ste in 11,06 kwartfinale 3: 1ste in 11,20 halve finale 2: 5de in 11,07                       |
| Beverly McDonald                                                                                 | 100m (v)               | 49e       | serie 5: 7de in 12,08                                                                                  |
| Merlene Ottey-Page                                                                               | 100m (v)               | Zilver    | serie 3: 1ste in 11,13 kwartfinale 4: 1ste in 11,02 halve finale 1: 1ste in 10,93 finale: 2de in 10,94 |
| Juliet Cuthbert                                                                                  | 200m (v)               | 7e        | serie 3: 1ste in 23,03 kwartfinale 4: 2de in 22,62 halve finale 1: 3de in 22,24 finale: 7de in 22,60   |
| Beverly McDonald                                                                                 | 200m (v)               | DNF       | serie 5: 3de in 23,04 kwartfinale 1: niet gestart                                                      |
| Merlene Ottey-Page                                                                               | 200m (v)               | Zilver    | serie 4: 1ste in 22,92 kwartfinale 2: 1ste in 22,62 halve finale 2: 1ste in 22,08 finale: 2de in 22,24 |
| Juliet Campbell                                                                                  | 400m (v)               | 16e       | |
| Merlene Frazer                                                                                   | 400m (v)               | 12e       | |
| Sandie Richards                                                                                  | 400m (v)               | 7e        | 50,45                                                                                                  |
| Inez Turner                                                                                      | 800m (v)               | 21e       | |
| Michelle Freeman                                                                                 | 100m horden (v)        | 6e        | serie 2: 1ste in 12,76 kwartfinale 3: 1ste in 12,57 halve finale 1: 1ste in 12,61 finale: 6de in 12,76 |
| Dionne Rose                                                                                      | 100m horden (v)        | 5e        | serie 5: 2de in 12,81 kwartfinale 1: 2de in 12,76 halve finale 2: 4de in 12,64 finale: 5de in 12,74    |
| Gillian Russell                                                                                  | 100m horden (v)        | 17e       | serie 6: 2de in 12,85 kwartfinale 2: 5de in 12,78                                                      |
| Deon Hemmings                                                                                    | 400m horden (v)        | Goud      | 52,82                                                                                                  |
| Debbie-Ann Parris                                                                                | 400m horden (v)        | 4e        | 53,97                                                                                                  |
| Catherine Pomales-Scott                                                                          | 400m horden (v)        | 20e       | |
| Merlene Ottey-Page Juliet Cuthbert Michelle Freeman Nikole Mitchell Gillian Russell Andria Lloyd | 4x100m (v)             | Brons     | 42,24                                                                                                  |
| Merlene Frazer Sandie Richards Juliet Campbell Deon Hemmings Tracey Ann Barnes Inez Turner       | 4x400m (v)             | 4e        | 3.21,69                                                                                                |
| Lacena Golding-Clarke                                                                            | verspringen (v)        | DNF       | geen geldige poging                                                                                    |
| Diane Guthrie-Gresham                                                                            | verspringen (v)        | 26e       | 6,27m                                                                                                  |
| Dione Rose                                                                                       | verspringen (v)        | DNS       | |
| Suzette Lee                                                                                      | hink-stap-springen (v) | 20e       | 13,65m                                                                                                 |
| Diane Guthrie-Gresham                                                                            | zevenkamp (v)          | 16e       | 6087 punten                                                                                            |

### Boksen
| Olympiër        | Onderdeel | Resultaat | Prestatie                           |
| --------------- | --------- | --------- | ----------------------------------- |
| Tyson Gray      | -57kg (m) | 17e       | 1ste ronde: V van ARG Chacón: 5-6   |
| Sean Black      | -71kg (m) | 17e       | 1ste ronde: V van NOR Johnson: 7-13 |
| Rowan Donaldson | -75kg (m) | 17e       | 1ste ronde: V van RUS Lebziak: 4-20 |

### Tafeltennis
| Olympiër                     | Onderdeel      | Resultaat | Prestatie                                                                             |
| ---------------------------- | -------------- | --------- | ------------------------------------------------------------------------------------- |
| Michael Hyatt                | enkelspel (m)  | 49e       | groep N 4de V van KOR Yoo: 0-2 V van PRK Ri: 0-2 V van YUG Karakašević: 0-2           |
| Stephen Hylton               | enkelspel (m)  | 49e       | groep H: 4de V van BLR Samsonov: 0-2 V van RUS Mazunov: 0-2 V van GBR Prean: 0-2      |
| Michael Hyatt Stephen Hylton | dubbelspel (m) | 49e       | groep D: 4de V van HKG Chan/Lo: 0-2 V van PRK Choe/Li: 0-2 V van FRA Eloi/Gatien: 0-2 |

### Zeilen
| Olympiër                          | Onderdeel | Resultaat | Prestatie                                   |
| --------------------------------- | --------- | --------- | ------------------------------------------- |
| Joseph Stockhausen Andrew Gooding | 470 (m)   | 33e       | 267 punten: (27-33-34-34-33-18-30-32-34-27) |

### Zwemmen
| Olympiër   | Onderdeel           | Resultaat | Prestatie                                               |
| ---------- | ------------------- | --------- | ------------------------------------------------------- |
| Sion Brinn | 50m vrije slag (m)  | 29e       | serie 5: 1ste in 23,35 (NR)                             |
| Sion Brinn | 100m vrije slag (m) | 12e       | serie 4: 1ste in 50,38 (NR) finale B: 4de in 50,09 (NR) |

Afghanistan · Albanië · Algerije · Amerikaanse Maagdeneilanden · Amerikaans-Samoa · Andorra · Angola · Antigua‑Barbuda · Argentinië · Armenië · Aruba · Australië · Azerbeidzjan · Bahama's · Bahrein · Bangladesh · Barbados · België · Belize · Benin · Bermuda · Bhutan · Bolivia · Bosnië en Herzegovina · Botswana · Brazilië · Britse Maagdeneilanden · Brunei · Bulgarije · Burkina Faso · Burundi · Cambodja · Canada · Centraal-Afrikaanse Republiek · Chili · China · Chinees Taipei · Colombia · Comoren · Congo-Brazzaville · Cookeilanden · Costa Rica · Cuba · Cyprus · Denemarken · Djibouti · Dominica · Dominicaanse Republiek · Duitsland · Ecuador · Egypte · El Salvador · Equatoriaal-Guinea · Estland · Ethiopië · Fiji · Filipijnen · Finland · Frankrijk · Gabon · Gambia · Georgië · Ghana · Grenada · Griekenland · Groot-Brittannië · Guam · Guatemala · Guinee · Guinee-Bissau · Guyana · Haïti · Honduras · Hongarije · Hongkong · Ierland · IJsland · India · Indonesië · Irak · Iran · Israël · Italië · Ivoorkust · Jamaica · Japan · Jemen · Joegoslavië · Jordanië · Kaaimaneilanden · Kaapverdië · Kameroen · Kazachstan · Kenia · Kirgizië · Koeweit · Kroatië · Laos · Lesotho · Letland · Libanon · Liberia · Libië · Liechtenstein · Litouwen · Luxemburg ·  Macedonië · Madagaskar · Malawi · Malediven · Maleisië · Mali · Malta · Marokko · Mauritanië · Mauritius · Mexico · Moldavië · Monaco · Mongolië · Mozambique · Myanmar · Namibië · Nauru · Nederland · Nederlandse Antillen · Nepal · Nicaragua · Nieuw-Zeeland · Niger · Nigeria · Noord-Korea · Noorwegen · Oeganda · Oekraïne · Oezbekistan · Oman · Oostenrijk · Pakistan · Palestina · Panama · Papoea-Nieuw-Guinea · Paraguay · Peru · Polen · Portugal · Puerto Rico · Qatar · Roemenië · Rusland · Rwanda · Saint Kitts en Nevis · Saint Lucia · Saint Vincent en Grenadines · Salomonseilanden · Samoa · San Marino · Sao Tomé en Principe · Saoedi-Arabië · Senegal · Seychellen · Sierra Leone · Singapore · Slovenië · Slowakije · Soedan · Somalië · Spanje · Sri Lanka · Suriname · Swaziland · Syrië · Tadzjikistan · Tanzania · Thailand · Togo · Tonga · Trinidad en Tobago · Tsjaad · Tsjechië · Tunesië · Turkije · Turkmenistan · Uruguay · Vanuatu · Venezuela · Verenigde Arabische Emiraten · Verenigde Staten · Vietnam · Wit-Rusland · Zaïre · Zambia · Zimbabwe · Zuid-Afrika · Zuid-Korea · Zweden · Zwitserland